# FAカップ2019-2020
FAカップ2019-2020は通算139回目のFAカップである。開催期間は当初、2019年8月10日から2020年5月23日と予定されていたが、2020年3月13日、新型コロナウイルス感染拡大防止のため中断が決定され、5月29日に、準々決勝を6月28日・29日、決勝を8月1日に行うとする新たなスケジュールで、再開が告知された。再開後は全試合が無観客試合となる。
アーセナルが3大会ぶり14回目の優勝を果たした。

## 日程
| 試合     | 組み合わせ抽選会 | 開催日                                          | 備考                                               |
| -------- | ---------------- | ----------------------------------------------- | -------------------------------------------------- |
| 予選     |                  | 2019年8月10日-10月19日                          | 5部～10部参加                                      |
| 1回戦    | 2019年10月21日   | 2019年11月8日-12日                              | リーグ1 (3部)、リーグ2 (4部)、予選勝者参加         |
| 2回戦    | 2019年11月11日   | 2019年11月29日-12月2日                          |                                                    |
| 3回戦    | 2019年12月2日    | 2020年1月4日-6日                                | プレミアリーグ (1部)、チャンピオンシップ (2部)参加 |
| 4回戦    | 2020年1月6日     | 2020年1月24日-27日                              |                                                    |
| 5回戦    | 2020年1月27日    | 2020年3月2日-5日                                |                                                    |
| 準々決勝 | 2020年3月4日     | 2020年6月27日・28日 (日程変更前は3月21日・22日) |                                                    |
| 準決勝   | 2020年6月28日    | 2020年7月18日・19日 (日程変更前は4月18日)       |                                                    |
| 決勝     | 2020年6月28日    | 2020年8月1日 (日程変更前は5月23日)              |                                                    |

## 予選
イングランドの5部～10部の各ディビジョンに所属するクラブが参加。予備予選1回戦、同2回戦、予選1回戦、予選2回戦、予選3回戦、予選4回戦の計6回戦制で、最終の予選4回戦に勝利した32クラブが本戦に参加する権利を得る。
| 5部 15クラブ | 6部 10クラブ | 7部以下 7クラブ |
| - AFCフィルド - バーネット - ブロムリー - チョーリー - ドーバー・アスレティック - イーストリー - エブスフリート・ユナイテッド - ハローゲート・タウン - ハートリプール・ユナイテッド - メイデンヘッド・ユナイテッド - ノッツ・カウンティ - ソーリハル・ムーアズ - サットン・ユナイテッド - トーキー・ユナイテッド - レクサム - ヨーヴィル・タウン | - アルトリンチャム - ビラリキー・タウン - ボストン・ユナイテッド - チッペンハム・タウン - ダーリントン - ダリッジ・ハムレット - ゲーツヘッド - メイドストーン・ユナイテッド - オックスフォード・シティ - ヨーク・シティ | 7部 - カーシャルトン・アスレティック - ヘイズ&イェディング・ユナイテッド - キングストニアン - ナントウィッチ・タウン - ストールブリッジ 8部 - チチェスター・シティ - モールドン&ティプトリー 9部 10部 - 予選勝ち上がりクラブなし |

## 1回戦
組み合わせ抽選会は、2019年10月22日に行われた。このラウンドからは、リーグ1 (3部)の23クラブ、リーグ2 (4部)の24クラブと、予選を勝ち上がった32クラブが参加する。
このコンペティションで勝ち残っているクラブで最も低いディビジョンのクラブは、8部に所属するチチェスター・シティとモールドン&ティプトリー (イスミアンリーグ・ディヴィジョン1・サウス)・(イスミアンリーグ・ディヴィジョン1・ノース)である。
なお、ベリーがフットボールリーグから追放されたため、抽選の結果チチェスター・シティが不戦勝となり、2回戦に進出する。
| プレミアリーグ (1部) | チャンピオンシップ (2部) | リーグ1 (3部) | リーグ2 (4部) | 予選 (5部以下) | 合計      |
| -------------------- | ------------------------ | ------------- | ------------- | -------------- | --------- |
| 20 / 20              | 24 / 24                  | 23 / 23       | 24 / 24       | 32 / 32        | 123 / 123 |

| チーム #1                             | スコア         | チーム #2                          | レポート       |
| ------------------------------------- | -------------- | ---------------------------------- | -------------- |
| 2019年11月8日                         |                |                                    |                |
| ダリッジ・ハムレット (6)              | 1 - 4          | カーライル・ユナイテッド (4)       | レポート (BBC) |
| 2019年11月9日                         |                |                                    |                |
| サンダーランド (3)                    | 1 - 1 (再試合) | ジリンガム (3)                     | レポート (BBC) |
| イプスウィッチ・タウン (3)            | 1 - 1 (再試合) | リンカーン・シティ (3)             | レポート (BBC) |
| オックスフォード・シティ (6)          | 1 - 5          | ソーリハル・ムーアズ (5)           | レポート (BBC) |
| クローリー・タウン (4)                | 4 - 1          | スカンソープ・ユナイテッド (4)     | レポート (BBC) |
| コルチェスター・ユナイテッド (4)      | 0 - 2          | コヴェントリー・シティ (3)         | レポート (BBC) |
| ボルトン・ワンダラーズ (3)            | 0 - 1          | プリマス・アーガイル (4)           | レポート (BBC) |
| メイドストーン・ユナイテッド (6)      | 1 - 0          | トーキー・ユナイテッド (5)         | レポート (BBC) |
| ケンブリッジ・ユナイテッド (4)        | 1 - 1 (再試合) | エクセター・シティ (4)             | レポート (BBC) |
| ストールブリッジ (7)                  | 2 - 2 (再試合) | イーストリー (5)                   | レポート (BBC) |
| サルフォード・シティ (4)              | 1 - 1 (再試合) | バートン・アルビオン (3)           | レポート (BBC) |
| フォレストグリーン・ローヴァーズ (4)  | 4 - 0          | ビラリキー・タウン (6)             | レポート (BBC) |
| エブスフリート・ユナイテッド (5)      | 2 - 3          | ノッツ・カウンティ (5)             | レポート (BBC) |
| ウォルソール (4)                      | 2 - 2 (再試合) | ダーリントン (6)                   | レポート (BBC) |
| ナントウィッチ・タウン (7)            | 0 - 1          | AFCフィルド (5)                    | レポート (BBC) |
| AFCウィンブルドン (3)                 | 1 - 1 (再試合) | ドンカスター・ローヴァーズ (3)     | レポート (BBC) |
| シュルーズベリー・タウン (3)          | 1 - 1 (再試合) | ブラッドフォード・シティ (4)       | レポート (BBC) |
| グリムズビー・タウン (4)              | 1 - 1 (再試合) | ニューポート・カウンティ (4)       | レポート (BBC) |
| マンスフィールド・タウン (4)          | 1 - 0          | チョーリー (5)                     | レポート (BBC) |
| トレンメア・ローヴァーズ (3)          | 2 - 2 (再試合) | ウィコム・ワンダラーズ (3)         | レポート (BBC) |
| カーシャルトン・アスレティック (7)    | 1 - 4          | ボストン・ユナイテッド (6)         | レポート (BBC) |
| チェルトナム・タウン (4)              | 1 - 1 (再試合) | スウィンドン・タウン (4)           | レポート (BBC) |
| アクリントン・スタンリー (3)          | 0 - 2          | クルー・アレクサンドラ (4)         | レポート (BBC) |
| メイデンヘッド・ユナイテッド (5)      | 1 - 3          | ロザラム・ユナイテッド (3)         | レポート (BBC) |
| ブラックプール (3)                    | 4 - 1          | モアカム (4)                       | レポート (BBC) |
| ミルトン・キーンズ・ドンズ (3)        | 0 - 1          | ポート・ヴェイル (4)               | レポート (BBC) |
| スティヴネイジ (4)                    | 1 - 1 (再試合) | ピーターバラ・ユナイテッド (3)     | レポート (BBC) |
| 2019年11月10日                        |                |                                    |                |
| ドーバー・アスレティック (5)          | 1 - 0          | サウスエンド・ユナイテッド (3)     | レポート (BBC) |
| ヨーク・シティ (6)                    | 0 - 1          | アルトリンチャム (6)               | レポート (BBC) |
| レクサム (5)                          | 0 - 0 (再試合) | ロッチデール (3)                   | レポート (BBC) |
| レイトン・オリエント (4)              | 1 - 2          | モールドン&ティプトリー (8)        | レポート (BBC) |
| チッペンハム・タウン (6)              | 0 - 3          | ノーサンプトン・タウン (4)         | レポート (BBC) |
| ブリストル・ローヴァーズ (3)          | 1 - 1 (再試合) | ブロムリー (5)                     | レポート (BBC) |
| ゲーツヘッド (6)                      | 1 - 2          | オールダム・アスレティック (4)     | レポート (BBC) |
| バーネット (5)                        | 0 - 2          | フリートウッド・タウン (3)         | レポート (BBC) |
| マクルズフィールド・タウン (4)        | 0 - 4          | キングストニアン (7)               | レポート (BBC) |
| ヘイズ&イェディング・ユナイテッド (7) | 0 - 2          | オックスフォード・ユナイテッド (3) | レポート (BBC) |
| 2019年11月11日                        |                |                                    |                |
| ハローゲート・タウン (5)              | 1 - 2          | ポーツマス (3)                     | レポート (BBC) |
| 2019年11月12日                        |                |                                    |                |
| ヨーヴィル・タウン (5)                | 1 - 4          | ハートリプール・ユナイテッド (5)   | レポート (BBC) |

### 再試合
| チーム #1                      | スコア       | チーム #2                      | レポート       |
| ------------------------------ | ------------ | ------------------------------ | -------------- |
| 2019年11月19日                 |              |                                |                |
| ジリンガム (3)                 | 1 - 0 (延長) | サンダーランド (3)             | レポート (BBC) |
| ロッチデール (3)               | 1 - 0        | レクサム (5)                   | レポート (BBC) |
| エクセター・シティ (4)         | 1 - 0        | ケンブリッジ・ユナイテッド (4) | レポート (BBC) |
| イーストリー (5)               | 3 - 0        | ストールブリッジ (7)           | レポート (BBC) |
| バートン・アルビオン (3)       | 4 - 1        | サルフォード・シティ (4)       | レポート (BBC) |
| ブロムリー (5)                 | 0 - 1        | ブリストル・ローヴァーズ (3)   | レポート (BBC) |
| ドンカスター・ローヴァーズ (3) | 2 - 0        | AFCウィンブルドン (3)          | レポート (BBC) |
| ブラッドフォード・シティ (4)   | 0 - 1        | シュルーズベリー・タウン (3)   | レポート (BBC) |
| スウィンドン・タウン (4)       | 0 - 1        | チェルトナム・タウン (4)       | レポート (BBC) |
| ピーターバラ・ユナイテッド (3) | 2 - 0        | スティヴネイジ (4)             | レポート (BBC) |
| 2019年11月20日                 |              |                                |                |
| リンカーン・シティ (3)         | 0 - 1        | イプスウィッチ・タウン (3)     | レポート (BBC) |
| ダーリントン (6)               | 0 - 1        | ウォルソール (4)               | レポート (BBC) |
| ニューポート・カウンティ (4)   | 2 - 0        | グリムズビー・タウン (4)       | レポート (BBC) |
| ウィコム・ワンダラーズ (3)     | 1 - 2 (延長) | トレンメア・ローヴァーズ (3)   | レポート (BBC) |

## 2回戦
組み合わせ抽選会は、2019年11月11日に行われた。
このコンペティションで勝ち残っているクラブで最も低いディビジョンのクラブは、8部に所属するチチェスター・シティとモールドン&ティプトリー (イスミアンリーグ・ディヴィジョン1・サウス)・(イスミアンリーグ・ディヴィジョン1・ノース)である。
| プレミアリーグ (1部) | チャンピオンシップ (2部) | リーグ1 (3部) | リーグ2 (4部) | 予選 (5部以下) | 合計     |
| -------------------- | ------------------------ | ------------- | ------------- | -------------- | -------- |
| 20 / 20              | 24 / 24                  | 15 / 23       | 13 / 24       | 12 / 32        | 84 / 123 |

| チーム #1                            | スコア         | チーム #2                          | レポート       |
| ------------------------------------ | -------------- | ---------------------------------- | -------------- |
| 2019年11月29日                       |                |                                    |                |
| モールドン&ティプトリー (8)          | 0 - 1          | ニューポート・カウンティ (4)       | レポート (BBC) |
| 2019年11月30日                       |                |                                    |                |
| ポーツマス (3)                       | 2 - 1          | アルトリンチャム (6)               | レポート (BBC) |
| シュルーズベリー・タウン (3)         | 2 - 0          | マンスフィールド・タウン (4)       | レポート (BBC) |
| キングストニアン (7)                 | 0 - 2          | AFCフィルド (5)                    | レポート (BBC) |
| ウォルソール (4)                     | 0 - 1          | オックスフォード・ユナイテッド (3) | レポート (BBC) |
| フォレストグリーン・ローヴァーズ (4) | 2 - 2 (再試合) | カーライル・ユナイテッド (4)       | レポート (BBC) |
| オールダム・アスレティック (4)       | 0 - 1          | バートン・アルビオン (3)           | レポート (BBC) |
| チェルトナム・タウン (4)             | 1 - 3          | ポート・ヴェイル (4)               | レポート (BBC) |
| イーストリー (5)                     | 1 - 1 (再試合) | クルー・アレクサンドラ (4)         | レポート (BBC) |
| 2019年12月1日                        |                |                                    |                |
| ブラックプール (3)                   | 3 - 1          | メイドストーン・ユナイテッド (6)   | レポート (BBC) |
| コヴェントリー・シティ (3)           | 1 - 1 (再試合) | イプスウィッチ・タウン (3)         | レポート (BBC) |
| エクセター・シティ (4)               | 2 - 2 (再試合) | ハートリプール・ユナイテッド (5)   | レポート (BBC) |
| ジリンガム (3)                       | 3 - 0          | ドンカスター・ローヴァーズ (3)     | レポート (BBC) |
| ロッチデール (3)                     | 0 - 0 (再試合) | ボストン・ユナイテッド (6)         | レポート (BBC) |
| ピーターバラ・ユナイテッド (3)       | 3 - 0          | ドーバー・アスレティック (5)       | レポート (BBC) |
| クローリー・タウン (4)               | 1 - 2          | フリートウッド・タウン (3)         | レポート (BBC) |
| ノーサンプトン・タウン (4)           | 3 - 1          | ノッツ・カウンティ (5)             | レポート (BBC) |
| ブリストル・ローヴァーズ (3)         | 1 - 1 (再試合) | プリマス・アーガイル (4)           | レポート (BBC) |
| トレンメア・ローヴァーズ (3)         | 5 - 1          | チチェスター・シティ (8)           | レポート (BBC) |
| 2019年12月2日                        |                |                                    |                |
| ソーリハル・ムーアズ (5)             | 3 - 4          | ロザラム・ユナイテッド (3)         | レポート (BBC) |

### 再試合
| チーム #1                        | スコア       | チーム #2                            | レポート       |
| -------------------------------- | ------------ | ------------------------------------ | -------------- |
| 2019年12月10日                   |              |                                      |                |
| イプスウィッチ・タウン (3)       | 1 - 2        | コヴェントリー・シティ (3)           | レポート (BBC) |
| ハートリプール・ユナイテッド (5) | 1 - 0 (延長) | エクセター・シティ (4)               | レポート (BBC) |
| クルー・アレクサンドラ (4)       | 3 - 1        | イーストリー (5)                     | レポート (BBC) |
| カーライル・ユナイテッド (4)     | 1 - 0        | フォレストグリーン・ローヴァーズ (4) | レポート (BBC) |
| 2019年12月16日                   |              |                                      |                |
| ボストン・ユナイテッド (6)       | 1 - 2        | ロッチデール (3)                     | レポート (BBC) |
| 2019年12月17日                   |              |                                      |                |
| プリマス・アーガイル (4)         | 0 - 1        | ブリストル・ローヴァーズ (3)         | レポート (BBC) |

## 3回戦
組み合わせ抽選会は、2019年12月2日に行われた。このラウンドから、プレミアリーグ (1部)の20クラブ、チャンピオンシップ (2部)の24クラブが参加する。また、このラウンドからプレミアリーグのクラブのホームゲームでVARが使用される。
なお、勝ち残っているクラブで最も低いディビジョンのクラブは、5部に所属するAFCフィルドとハートリプール・ユナイテッド  (ナショナルリーグ)である。
| プレミアリーグ (1部) | チャンピオンシップ (2部) | リーグ1 (3部) | リーグ2 (4部) | 予選 (5部以下) | 合計     |
| -------------------- | ------------------------ | ------------- | ------------- | -------------- | -------- |
| 20 / 20              | 24 / 24                  | 13 / 23       | 5 / 24        | 2 / 32         | 64 / 123 |

| 2020年1月4日 | ロッチデール (3)    | 1 - 1 (再試合) | ニューカッスル・ユナイテッド (1) | ロッチデール                                                                  |  |
| 12:31        | ウィルブラハム 79分 | レポート       | アルミロン 17分                  | 競技場: スポットランド・スタジアム 観客数: 8,593人 主審: デイヴィット・クート |  |

| 2020年1月4日 | ブリストル・シティ (2) | 1 - 1 (再試合) | シュルーズベリー・タウン (3) | ブリストル                                                                    |  |
| 12:31        | ディエディウ 30分      | レポート       | ゴス 48分                    | 競技場: アシュトン・ゲート・スタジアム 観客数: 9,730人 主審: ジョン・バスビー |  |

| 2020年1月4日 | ミルウォール (2)                                          | 3 - 0    | ニューポート・カウンティ (4) | バーモンジー, ロンドン                                    |  |
| 12:31        | スミス 7分 · マホーニー 64分 (pen.) · ブラッドショー 82分 | レポート |                              | 競技場: ザ・デン 観客数: 6,009人 主審: トニー・ハリントン |  |

| 2020年1月4日 | ロザラム・ユナイテッド (3)                      | 2 - 3    | ハル・シティ (2)            | ロザラム                                                                               |  |
| 12:31        | スミス 20分 · トンプソン 24分 · ヴァッセル 43分 | レポート | イーブス 16分, 66分, 90+2分 | 競技場: AESSEALニューヨーク・スタジアム 観客数: 6,044人 主審: アンソニー・バックハウス |  |

| 2020年1月4日 | バーンリー (1)                                             | 4 - 2    | ピーターバラ・ユナイテッド (3)          | バーンリー                                                        |  |
| 12:31        | ロドリゲス 8分, 52分 · ピーテルス 15分 · ヘンドリック 23分 | レポート | トニー 39分 · ジェイド＝ジョーンズ 76分 | 競技場: ターフ・ムーア 観客数: 8,043人 主審: ロバート・ジョーンズ |  |

| 2020年1月4日 | バーミンガム・シティ (2)                     | 2 - 1    | ブラックバーン・ローヴァーズ (2) | バーミンガム                                                                              |  |
| 12:31        | クローリー 4分 · シュニッチ 60分 · ブラ 90分 | レポート | アームストロング 61分            | 競技場: セント・アンドルーズ・スタジアム 観客数: 7,330人 主審: オリヴァー・ラングフォード |  |

| 2020年1月4日 | フラム (2)                        | 2 - 1    | アストン・ヴィラ (1) | フラム, ロンドン                                                       |  |
| 15:01        | クノッカール 54分 · アーター 74分 | レポート | エル・ガジ 63分      | 競技場: クレイヴン・コテージ 観客数: 12,980人 主審: クレイグ・ポーソン |  |

| 2020年1月4日 | カーディフ・シティ (2)          | 2 - 2 (再試合) | カーライル・ユナイテッド (4)        | カーディフ                                                                          |  |
| 15:01        | パターソン 50分 · ホワイト 55分 | レポート       | ブリッジ 12分 · マッキーディ 45+2分 | 競技場: カーディフ・シティ・スタジアム 観客数: 5,282人 主審: ジェフ・エルトリンガム |  |

| 2020年1月4日 | オックスフォード・ユナイテッド (3)                                   | 4 - 1    | ハートリプール・ユナイテッド (5) | オックスフォード                                                          |  |
| 15:01        | ホール 52分 · バプティスト 66分 · フォス 84分 · テイラー 87分 (pen.) | レポート | キッチング 9分                   | 競技場: カッサムスタジアム 観客数: 6,240人 主審: マイケル・セイルズベリー |  |

| 2020年1月4日 | サウサンプトン (1)                      | 2 - 0    | ハダースフィールド・タウン (1) | サウサンプトン                                                                 |  |
| 15:01        | スモールボーン 47分 · ヴォーキンス 87分 | レポート |                                | 競技場: セント・メリーズ・スタジアム 観客数: 20,091人 主審: ティム・ロビンソン |  |

| 2020年1月4日 | ブライトン&ホーヴ・アルビオン (1) | 0 - 1    | シェフィールド・ウェンズデイ (2) | ブライトン                                                       |  |
| 15:01        |                                   | レポート | リーチ 65分                      | 競技場: AMEXスタジアム 観客数: 20,349人 主審: アンドレ・マリナー |  |

| 2020年1月4日 | レディング (2)                  | 2 - 2 (再試合) | ブラックプール (3)                  | レディング                                                                 |  |
| 15:01        | バルドック 56分 · ローダー 66分 | レポート       | デルフォンゾ 28分 · ナンデュレ 60分 | 競技場: マデイスキー・スタジアム 観客数: 10,181人 主審: ジョン・ブルックス |  |

| 2020年1月4日 | ワトフォード (1)                                                    | 3 - 3 (再試合) | トレンメア・ローヴァーズ (3)                         | ワトフォード                                                           |  |
| 15:01        | デレ＝バシル 12分 · チャロバー 14分 · ペレイラ 34分 · ペレイラ 89分 | レポート       | ジェニングス 65分 · モンテ 78分 · マリン 87分 (pen.) | 競技場: ヴィカレージ・ロード 観客数: 14,373人 主審: グレアム・スコット |  |

| 2020年1月4日 | プレストン・ノース・エンド (2)  | 2 - 4    | ノリッジ・シティ (1)                            | プレストン                                                            |  |
| 15:01        | ボーディン 48分 · ハロップ 84分 | レポート | イダ 2分, 38分, 61分 (pen.) · エルナンデス 28分 | 競技場: ディープデイル 観客数: 7,616人 主審: マーティン・アトキンソン |  |

| 2020年1月4日 | ブレントフォード (2) | 1 - 0    | ストーク・シティ (2) | ブレントフォード                                                    |  |
| 15:01        | マルコンデス 43分    | レポート |                      | 競技場: グリフィン・パーク 観客数: 7,575人 主審: キース・ストラウド |  |

| 2020年1月4日 | レスター・シティ (1)                 | 2 - 0    | ウィガン・アスレティック (2) | レスター                                                                     |  |
| 17:31        | ピアース 19分 (o.g.) · バーンズ 40分 | レポート |                              | 競技場: キング・パワー・スタジアム 観客数: 30,330人 主審: サイモン・クーパー |  |

| 2020年1月4日 | ウルヴァーハンプトン・ワンダラーズ (1) | 0 - 0 (再試合) | マンチェスター・ユナイテッド (1) | ウルヴァーハンプトン                                                     |  |
| 17:31        |                                        | レポート       |                                  | 競技場: モリニュー・スタジアム 観客数: 31,381人 主審: ポール・ティアニー |  |

| 2020年1月4日 | ボーンマス (1)                                         | 4 - 0    | ルートン・タウン (2) | ボーンマス                                                                   |  |
| 17:31        | ビリング 8分, 79分 · C.ウィルソン 67分 · ソランケ 82分 | レポート |                      | 競技場: バイタリティ・スタジアム 観客数: 10,064人 主審: ダレン・イングランド |  |

| 2020年1月4日 | マンチェスター・シティ (1)                                                    | 4 - 1    | ポート・ヴェイル (4) | マンチェスター                                                       |  |
| 17:31        | ジンチェンコ 19分 · アグエロ 42分 · ハーウッド＝ベリス 58分 · フォーデン 76分 | レポート | ポープ 35分          | 競技場: エティハド・スタジアム 観客数: 52,433人 主審: リー・メイソン |  |

| 2020年1月4日 | フリートウッド・タウン (3) | 1 - 2    | ポーツマス (3)                | フリートウッド                                                          |  |
| 17:31        | マカレニー 90+1分          | レポート | ボルトン 66分 · マーキス 71分 | 競技場: ハイベリー・スタジアム 観客数: 2,145人 主審: マーク・エドワーズ |  |

| 2020年1月5日 | クイーンズ・パーク・レンジャーズ (2)                                    | 5 - 1    | スウォンジー・シティ (2) | シェパーズ・ブッシュ, ロンドン                                        |  |
| 14:01        | ハギル 21分, 45分 · サミュエル 29分 · ウォレス 76分 · スコーエン 90+1分 | レポート | バイヤーズ 60分          | 競技場: ロフタス・ロード 観客数: 6,712人 主審: スティーヴ・マーティン |  |

| 2020年1月5日 | チェルシー (1)                         | 2 - 0    | ノッティンガム・フォレスト (2) | フラム, ロンドン                                                           |  |
| 14:01        | ハドソン＝オドイ 6分 · バークリー 33分 | レポート |                                | 競技場: スタンフォード・ブリッジ 観客数: 40,492人 主審: ピーター・バンクス |  |

| 2020年1月5日 | チャールトン・アスレティック (2) | 0 - 1    | ウェスト・ブロムウィッチ・アルビオン (2) | チャールトン, ロンドン                                                      |  |
| 14:01        |                                  | レポート | ゾホレ 32分                              | 競技場: ザ・ヴァレイ・スタジアム 観客数: 6,426人 主審: デイヴィッド・ウェブ |  |

| 2020年1月5日 | シェフィールド・ユナイテッド (1) | 2 - 1    | AFCフィルド (5)   | シェフィールド                                                         |  |
| 14:01        | ロビンソン 8分 · クラーク 60分   | レポート | ウィリアムズ 78分 | 競技場: ブラモール・レーン 観客数: 11,133人 主審: ジャレッド・ジレット |  |

| 2020年1月5日 | ブリストル・ローヴァーズ (3)                | 2 - 2 (再試合) | コヴェントリー・シティ (3)             | ブリストル                                                                |  |
| 14:01        | クラーク＝ハリス 6分 (pen.) · クレイグ 32分 | レポート       | ウォルシュ 31分 · クレイグ 53分 (o.g.) | 競技場: メモリアル・スタジアム 観客数: 7,000人 主審: ギャヴィン・ウォード |  |

| 2020年1月5日 | クルー・アレクサンドラ (4) | 1 - 3    | バーンズリー (2)                                   | クルー                                                                          |  |
| 14:01        | グリーン 48分              | レポート | ブラウン 3分 · チャップリン 75分 · トーマス 90+4分 | 競技場: アレクサンドラ・スタジアム 観客数: 5,158人 主審: ジェームズ・リニントン |  |

| 2020年1月5日 | ミドルズブラ (2)  | 1 - 1 (再試合) | トッテナム・ホットスパー (1) | ミドルズブラ                                                                         |  |
| 14:01        | フレッチャー 50分 | レポート       | ルーカス 61分                | 競技場: リヴァーサイド・スタジアム 観客数: 26,693人 主審: ステュアート・アットウェル |  |

| 2020年1月5日 | クリスタル・パレス (1)    | 0 - 1    | ダービー・カウンティ (2) | セルハースト, ロンドン                                                   |  |
| 14:01        | ミリヴォイェヴィッチ 63分 | レポート | マーティン 32分          | 競技場: セルハースト・パーク 観客数: 15,507人 主審: マイケル・オリヴァー |  |

| 2020年1月5日 | バートン・アルビオン (3)              | 2 - 4    | ノーサンプトン・タウン (4)                                      | バートン・アポン・トレント                                              |  |
| 14:01        | エドワーズ 45+2分 · フレイザー 90+1分 | レポート | アダムス 10分 · ワトソン 23分 · グッド 45+1分 · ホスキンス 70分 | 競技場: ピレリ・スタジアム 観客数: 3,810人 主審: ジェレミー・シンプソン |  |

| 2020年1月5日 | リヴァプール (1) | 1 - 0    | エヴァートン (1) | リヴァプール                                                   |  |
| 16:01        | ジョーンズ 71分  | レポート |                  | 競技場: アンフィールド 観客数: 52,583人 主審: ジョナサン・モス |  |

| 2020年1月5日 | ジリンガム (3) | 0 - 2    | ウェストハム・ユナイテッド (1)      | ジリンガム                                                                           |  |
| 18:16        |                | レポート | サバレタ 74分 · フォルナルス 90+4分 | 競技場: プリーストフィールド・スタジアム 観客数: 10,913人 主審: アンディ・マッドレー |  |

| 2020年1月6日 | アーセナル (1) | 1 - 0    | リーズ・ユナイテッド (2) | ホロウェイ, ロンドン                                                       |  |
| 19:56        | ネルソン 55分  | レポート |                          | 競技場: エミレーツ・スタジアム 観客数: 58,403人 主審: アンソニー・テイラー |  |

### 再試合
| 2020年1月14日 | ブラックプール (3) | 0 - 2    | レディング (2)            | ブラックプール                                                          |  |
| 19:45         |                    | レポート | ボジェ 42分 · オビタ 82分 | 競技場: ブルームフィールド・ロード 観客数: 5,213人 主審: ダレン・ボンド |  |

| 2020年1月14日 | コヴェントリー・シティ (3)       | 3 - 0    | ブリストル・ローヴァーズ (3) | バーミンガム                                                                            |  |
| 19:45         | ビアモウ 4分, 56分 · パスク 50分 | レポート |                              | 競技場: セント・アンドルーズ・スタジアム 観客数: 2,683人 主審: アンソニー・バックハウス |  |

| 2020年1月14日 | ニューカッスル・ユナイテッド (1)                                                     | 4 - 1    | ロッチデール (3)  | ニューカッスル・アポン・タイン                                               |  |
| 19:45         | オコネル 17分 (o.g.) · M.ロングスタッフ 20分 · アルミロン 26分 · ジョエリントン 82分 | レポート | ウィリアムズ 86分 | 競技場: セント・ジェームズ・パーク 観客数: 29,786人 主審: グレアム・スコット |  |

| 2020年1月14日 | シュルーズベリー・タウン (3) | 1 - 0    | ブリストル・シティ (2) | シュルーズベリー                                                                      |  |
| 19:45         | ピエール 89分                | レポート |                        | 競技場: モンゴメリー・ウォーターズ・メドー 観客数: 7,194人 主審: デイヴィッド・ウェブ |  |

| 2020年1月14日 | トッテナム・ホットスパー (1)   | 2 - 1    | ミドルズブラ (2) | トッテナム, ロンドン                                                                 |  |
| 20:05         | ロ・チェルソ 2分 · ラメラ 15分 | レポート | サヴィル 83分    | 競技場: トッテナム・ホットスパースタジアム 観客数: 49,202人 主審: クレイグ・ポーソン |  |

| 2020年1月15日 | カーライル・ユナイテッド (4)         | 3 - 4    | カーディフ・シティ (2)                                | カーライル                                                          |  |
| 19:45         | トーマス 7分 · マカーディ 51分, 64分 | レポート | フリント 18分, 48分 · マーフィー 48分 · ウォード 57分 | 競技場: ブラントン・パーク 観客数: 4,381人 主審: ダレン・ハンドリー |  |

| 2020年1月15日 | マンチェスター・ユナイテッド (1) | 1 - 0    | ウルヴァーハンプトン・ワンダラーズ (1) | マンチェスター                                                             |  |
| 19:45         | マタ 67分                        | レポート |                                        | 競技場: オールド・トラッフォード 観客数: 67,025人 主審: ケヴィン・フレンド |  |

| 2020年1月23日 | トレンメア・ローヴァーズ (3) | 2 - 1 (延長) | ワトフォード (1) | バーケンヘッド                                                       |  |
| 19:45         | モンテ 36分 · マリン 104分   | レポート     | ハインズ 68分    | 競技場: プレントン・パーク 観客数: 10,039人 主審: トニー・ハリントン |  |

## 4回戦
組み合わせ抽選会は、2020年1月6日に行われた。
| 2020年1月24日 | クイーンズ・パーク・レンジャーズ (2) | 1 - 2    | シェフィールド・ウェンズデイ (2)  | シェパーズ・ブッシュ, ロンドン                                     |  |
| 20:00         | ウェルズ 90+3分                      | レポート | フォックス 43分 · ウィナル 90+1分 | 競技場: ロフタス・ロード 観客数: 11,871人 主審: キース・ストラウド |  |

| 2020年1月24日 | ノーサンプトン・タウン (4) | 0 - 0 (再試合) | ダービー・カウンティ (2) | ノーサンプトン                                                                    |  |
| 20:00         |                            | レポート       |                          | 競技場: シックスフィールズ・スタジアム 観客数: 7,798人 主審: ダレン・イングランド |  |

| 2020年1月25日 | ブレントフォード (2) | 0 - 1    | レスター・シティ (1) | ブレントフォード, ロンドン                                           |  |
| 12:45         |                      | レポート | イヘアナチョ 4分     | 競技場: グリフィン・パーク 観客数: 12,221人 主審: クリス・カヴァナー |  |

| 2020年1月25日 | サウサンプトン (1) | 1 - 1 (再試合) | トッテナム・ホットスパー (1) | サウサンプトン                                                                 |  |
| 15:00         | ブファル 87分      | レポート       | ソン・フンミン 58分          | 競技場: セント・メリーズ・スタジアム 観客数: 29,282人 主審: ピーター・バンクス |  |

| 2020年1月25日 | ミルウォール (2) | 0 - 2    | シェフィールド・ユナイテッド (1) | バーモンジー, ロンドン                                       |  |
| 15:00         |                  | レポート | ベシッチ 62分 · ノーウッド 84分  | 競技場: ザ・デン 観客数: 12,653人 主審: アンソニー・テイラー |  |

| 2020年1月25日 | レディング (2)                            | 1 - 1 (再試合) | カーディフ・シティ (2) | レディング                                                                 |  |
| 15:00         | メイテ 8分 · マッキンタイヤー 45+1分 81分 | レポート       | パターソン 5分         | 競技場: マデイスキー・スタジアム 観客数: 12,798人 主審: マーク・エドワーズ |  |

| 2020年1月25日 | ウェストハム・ユナイテッド (1) | 0 - 1    | ウェスト・ブロムウィッチ・アルビオン (2) | ストラトフォード, ロンドン                                                     |  |
| 15:00         |                                | レポート | タウンゼント 9分 · アジャイ 44分 72分    | 競技場: ロンドン・スタジアム 観客数: 58,911人 主審: ステュアート・アットウェル |  |

| 2020年1月25日 | バーンリー (1)  | 1 - 2    | ノリッジ・シティ (1)            | バーンリー                                                        |  |
| 15:00         | ピーテルス 72分 | レポート | ハンリー 53分 · ドルミッチ 57分 | 競技場: ターフ・ムーア 観客数: 8,071人 主審: マイケル・オリヴァー |  |

| 2020年1月25日 | コヴェントリー・シティ (3) | 0 - 0 (再試合) | バーミンガム・シティ (2) | バーミンガム                                                                       |  |
| 15:00         |                            | レポート       |                          | 競技場: セント・アンドルーズ・スタジアム 観客数: 21,193人 主審: ティム・ロビンソン |  |

| 2020年1月25日 | ニューカッスル・ユナイテッド (1) | 0 - 0 (再試合) | オックスフォード・ユナイテッド (3) | ニューカッスル・アポン・タイン                                                 |  |
| 15:00         |                                  | レポート       |                                    | 競技場: セント・ジェームズ・パーク 観客数: 52,221人 主審: ロバート・ジョーンズ |  |

| 2020年1月25日 | ポーツマス (3)                                                      | 4 - 2    | バーンズリー (2)                      | ポーツマス                                                           |  |
| 15:00         | クローズ 37分 · マーキス 45+1分 · カーティス 62分 · バージェス 76分 | レポート | ウッドロー 60分 · チャップリン 90+1分 | 競技場: フラットン・パーク 観客数: 13,286人 主審: グレアム・スコット |  |

| 2020年1月25日 | ハル・シティ (2) | 1 - 2    | チェルシー (1)               | キングストン・アポン・ハル                                       |  |
| 17:30         | グロシツキ 78分  | レポート | バチュアイ 6分 · トモリ 64分 | 競技場: KCOMスタジアム 観客数: 24,109人 主審: クレイグ・ポーソン |  |

| 2020年1月26日 | マンチェスター・シティ (1)                                  | 4 - 0    | フラム (2) | マンチェスター                                                           |  |
| 13:00         | ギュンドアン 8分 (pen.) · シウバ 19分 · ジェズス 72分, 75分 | レポート | リーム 6分 | 競技場: エティハド・スタジアム 観客数: 39,223人 主審: ケヴィン・フレンド |  |

| 2020年1月26日 | トレンメア・ローヴァーズ (3) | 0 - 6    | マンチェスター・ユナイテッド (1)                                                                                 | バーケンヘッド                                  |  |
| 15:00         |                              | レポート | マグワイア 10分 · ダロト 13分 · リンガード 16分 · ジョーンズ 41分 · マルシャル 45分 · グリーンウッド 56分 (pen.) | 競技場: プレントン・パーク 主審: リー・メイソン |  |

| 2020年1月26日 | シュルーズベリー・タウン (3) | 2 - 2 (再試合) | リヴァプール (1)                   | シュルーズベリー                                                    |  |
| 17:00         | カミングス 65分 (pen.), 75分 | レポート       | ジョーンズ 15分 · ラブ 46分 (o.g.) | 競技場: モンゴメリー・ウォーターズ・メドー 主審: サイモン・フーパー |  |

| 2020年1月27日 | ボーンマス (1)  | 1 - 2    | アーセナル (1)               | ボーンマス                                                                       |  |
| 20:00         | サリッジ 90+4分 | レポート | サカ 5分 · エンケティア 26分 | 競技場: バイタリティ・スタジアム 観客数: 10,308人 主審: マーティン・アトキンソン |  |

### 再試合
| 2020年2月4日 | ダービー・カウンティ (2)                                                 | 4 - 2    | ノーサンプトン・タウン (4)             | ダービー                                                             |  |
| 19:45        | ウィズダム 28分 · ホームズ 35分 · マリオット 51分 · ルーニー 77分 (pen.) | レポート | アダムズ 47分 · ホスキンス 84分 (pen.) | 競技場: プライド・パーク 観客数: 15,860人 主審: デイヴィッド・ウェブ |  |

| 2020年2月4日               | カーディフ・シティ (2)                  | 3 - 3 (延長) (1-4 PK戦)               | レディング (2)                                   | カーディフ                                                                        |  |
| 19:45                      | マーフィー 19分, 93分 · グラツェル 54分 | レポート                              | リチャーズ 69分 · リノムホタ 79分 · メイテ 116分 | 競技場: カーディフ・シティ・スタジアム 観客数: 4,832人 主審: ギャヴィン・ウォード |  |
|                            |                                         | PK戦                                  |                                                  |                                                                                   |  |
| フリント ヴォークス パック |                                         | マックリアリー オショー オビタ アルコ |                                                  |                                                                                   |  |

| 2020年2月4日                              | バーミンガム・シティ (2)     | 2 - 2 (延長) (4-1 PK戦)    | コヴェントリー・シティ (3)            | バーミンガム                                                                   |  |
| 19:45                                     | ディーン 90+2分 · ブラ 120分 | レポート                   | ロバーツ 50分 (o.g.) · ビアモウ 114分 | 競技場: セント・アンドルーズ・スタジアム 観客数: 11,680人 主審: ダレン・ボンド |  |
|                                           |                              | PK戦                       |                                       |                                                                                |  |
| ユトキエヴィッツ ブラ ガードナー ディーン |                              | ゴッデン ウォルシュ アレン |                                       |                                                                                |  |

| 2020年2月4日 | リヴァプール (1)         | 1 - 0    | シュルーズベリー・タウン (3) | リヴァプール                                      |  |
| 19:45        | ウィリアムズ 75分 (o.g.) | レポート |                              | 競技場: アンフィールド 主審: アンディ・マッドレー |  |

| 2020年2月4日 | オックスフォード・ユナイテッド (3) | 2 - 3 (延長) | ニューカッスル・ユナイテッド (1)                                     | オックスフォード                                                     |  |
| 20:05        | ケリー 84分 · ホランド 90+4分      | レポート     | S.ロングスタッフ 15分 · ジョエリントン 30分 · サン＝マクシマン 116分 | 競技場: カッサムスタジアム 観客数: ピーター・バンクス 主審: 11,520人 |  |

| 2020年2月5日 | トッテナム・ホットスパー (1)                                            | 3 - 2    | サウサンプトン (1)          | トッテナム, ロンドン                                                                   |  |
| 19:45        | スティーヴンス 12分 (o.g.) · ルーカス 78分 · ソン・フンミン 87分 (pen.) | レポート | ロング 34分 · イングス 72分 | 競技場: トッテナム・ホットスパースタジアム 観客数: デイヴィッド・クート 主審: 56,046人 |  |

## 5回戦
組み合わせ抽選会は、2020年1月27日に行われた。なお、このラウンドから再試合は行われない。
| 2020年3月2日 | ポーツマス (3) | 0 - 2    | アーセナル (1)                                | ポーツマス                                                         |  |
| 19:45        |                | レポート | パパスタソプーロス 45+4分 · エンケティア 51分 | 競技場: フラットン・パーク 観客数: 18,839人 主審: マイク・ディーン |  |

| 2020年3月3日 | チェルシー (1)                    | 2 - 0    | リヴァプール (1) | フラム, ロンドン                                                           |  |
| 19:45        | ウィリアン 13分 · バークリー 64分 | レポート |                  | 競技場: スタンフォード・ブリッジ 観客数: 40,103人 主審: クリス・カヴァナー |  |

| 2020年3月3日 | レディング (2)         | 1 - 2 (延長) | シェフィールド・ユナイテッド (1)          | レディング                                                                 |  |
| 20:00        | プスカシュ 43分 (pen.) | レポート     | マクゴールドリック 2分 · シャープ 105+1分 | 競技場: マデイスキー・スタジアム 観客数: 15,129人 主審: ケヴィン・フレンド |  |

| 2020年3月3日 | ウェスト・ブロムウィッチ・アルビオン (2) | 2 - 3    | ニューカッスル・ユナイテッド (1)      | ウェスト・ブロムウィッチ                          |  |
| 20:00        | フィリップス 74分 · ゾホレ 90+3分        | レポート | アルミロン 33分, 45+1分 · ラザロ 47分 | 競技場: ザ・ホーソンズ 主審: アンソニー・テイラー |  |

| 2020年3月4日 | シェフィールド・ウェンズデイ (2) | 0 - 1    | マンチェスター・シティ (1) | シェフィールド                                                             |  |
| 19:45        |                                  | レポート | アグエロ 53分              | 競技場: ヒルズボロ・スタジアム 観客数: 20,995人 主審: マイケル・オリヴァー |  |

| 2020年3月4日 | レスター・シティ (1) | 1 - 0    | バーミンガム・シティ (2) | レスター                                                                   |  |
| 19:45        | リカルド 82分        | レポート |                          | 競技場: キング・パワー・スタジアム 観客数: 27,181人 主審: ジョナサン・モス |  |

| 2020年3月4日                                         | トッテナム・ホットスパー (1) | 1 - 1 (延長) (2-3 PK戦)                         | ノリッジ・シティ (1) | トッテナム, ロンドン                                                                 |  |
| 19:45                                                | フェルトンゲン 13分          | レポート                                        | ドルミッチ 78分      | 競技場: トッテナム・ホットスパースタジアム 観客数: 58,007人 主審: ポール・ティアニー |  |
|                                                      |                              | PK戦                                            |                      |                                                                                      |  |
| ダイアー ラメラ ロ・チェルソ パロット フェルナンデス |                              | マクリーン イダ シュティパーマン キャントウェル |                      |                                                                                      |  |

| 2020年3月5日 | ダービー・カウンティ (2) | 0 - 3    | マンチェスター・ユナイテッド (1) | ダービー                                                           |  |
| 19:45        |                          | レポート | ショー 33分 · イガロ 41分, 70分  | 競技場: プライド・パーク 観客数: 31,379人 主審: クレイグ・ポーソン |  |

## 準々決勝
組み合わせ抽選会は、2020年3月4日に行われた。なお、このラウンドから全ての試合でVARが使用される。
| 2020年6月27日 | ノリッジ・シティ (1)                | 1 - 2 (延長) | マンチェスター・ユナイテッド (1) | ノリッジ                                                    |  |
| 17:30         | キャントウェル 75分 · クローゼ 89分 | レポート     | イガロ 51分 · マグワイア 118分   | 競技場: キャロウ・ロード 観客数: 0人 主審: ジョナサン・モス |  |

| 2020年6月28日 | シェフィールド・ユナイテッド (1) | 1 - 2    | アーセナル (1)                         | シェフィールド                                                  |  |
| 13:00         | マクゴールドリック 87分          | レポート | ペペ 25分 (pen.) · セバージョス 90+1分 | 競技場: ブラモール・レーン 観客数: 0人 主審: ポール・ティアニー |  |

| 2020年6月28日 | レスター・シティ (1) | 0 - 1    | チェルシー (1)  | レスター                                                              |  |
| 16:00         |                      | レポート | バークリー 63分 | 競技場: キング・パワー・スタジアム 観客数: 0人 主審: マイク・ディーン |  |

| 2020年6月28日 | ニューカッスル・ユナイテッド (1) | 0 - 2    | マンチェスター・シティ (1)                   | ニューカッスル・アポン・タイン                                      |  |
| 18:30         |                                  | レポート | デ・ブライネ 37分 (pen.) · スターリング 68分 | 競技場: セント・ジェームズ・パーク 観客数: 0人 主審: リー・メイソン |  |

## 準決勝
組み合わせ抽選会は、2020年6月28日に行われた。
| 2020年7月18日 19:45 |

| アーセナル (1)          | 2 - 0    | マンチェスター・シティ (1) |
| オーバメヤン 19分, 71分 | レポート |                            |

| ウェンブリー・スタジアム, ウェンブリー 観客数: 0人 主審: ジョナサン・モス |

| 2020年7月19日 18:00 |

| マンチェスター・ユナイテッド (1) | 1 - 3    | チェルシー (1)                                          |
| B・フェルナンデス 85分 (pen.)    | レポート | ジルー 45+11分 · マウント 46分 · マグワイア 74分 (o.g.) |

| ウェンブリー・スタジアム, ウェンブリー 観客数: 0人 主審: マイク・ディーン |

## 決勝
| 2020年8月1日 17:30 BST |

| アーセナル (1)                 | 2 - 1    | チェルシー (1) |
| オーバメヤン 28分 (pen.), 67分 | レポート | プリシッチ 5分 |

| ウェンブリー・スタジアム, ウェンブリー 観客数: 0人 主審: アンソニー・テイラー |

| アーセナル | チェルシー |

| GK               | 26 | エミリアーノ・マルティネス           |      |         |
| CB               | 16 | ロブ・ホールディング                 |      |         |
| CB               | 23 | ダヴィド・ルイス                     |      | 88分    |
| CB               | 3  | キーラン・ティアニー                 |      | 90+13分 |
| RM               | 2  | エクトル・ベジェリン                 |      |         |
| CM               | 8  | ダニ・セバージョス                   | 73分 |         |
| CM               | 34 | グラニト・ジャカ                     |      |         |
| LM               | 15 | エインズリー・メイトランド＝ナイルズ |      |         |
| RW               | 19 | ニコラ・ペペ                         |      |         |
| CF               | 9  | アレクサンドル・ラカゼット           |      | 82分    |
| LW               | 14 | ピエール＝エメリク・オーバメヤン     |      |         |
| サブメンバー     |    |                                      |      |         |
| GK               | 33 | マット・メイシー                     |      |         |
| DF               | 5  | ソクラティス・パパスタソプーロス     |      | 88分    |
| DF               | 31 | セアド・コラシナツ                   |      | 90+13分 |
| MF               | 11 | ルーカス・トレイラ                   |      |         |
| MF               | 28 | ジョー・ウィロック                   |      |         |
| MF               | 57 | マット・スミス                       |      |         |
| MF               | 77 | ブカヨ・サカ                         |      |         |
| FW               | 24 | リース・ネルソン                     |      |         |
| FW               | 30 | エディ・エンケティア                 |      | 82分    |
| 監督             |    |                                      |      |         |
| ミケル・アルテタ |    |                                      |      |         |

| GK                   | 13 | ウィリー・カバジェロ         |           |      |
| CB                   | 28 | セサル・アスピリクエタ       | 26分      | 35分 |
| CB                   | 15 | クル・ズマ                   |           |      |
| CB                   | 2  | アントニオ・リュディガー     | 75分      | 78分 |
| RM                   | 24 | リース・ジェームズ           |           |      |
| CM                   | 5  | ジョルジーニョ               |           |      |
| CM                   | 17 | マテオ・コヴァチッチ         | 14分 73分 |      |
| LM                   | 3  | マルコス・アロンソ           |           |      |
| RW                   | 19 | メイソン・マウント           | 45+4分    | 78分 |
| CF                   | 18 | オリヴィエ・ジルー           |           | 78分 |
| LW                   | 22 | クリスチャン・プリシッチ     |           | 49分 |
| サブメンバー         |    |                              |           |      |
| GK                   | 1  | ケパ・アリサバラガ           |           |      |
| DF                   | 4  | アンドレアス・クリステンセン |           | 35分 |
| DF                   | 29 | フィカヨ・トモリ             |           |      |
| DF                   | 33 | エメルソン・パルミエリ       |           |      |
| MF                   | 7  | エンゴロ・カンテ             |           |      |
| MF                   | 8  | ロス・バークリー             | 89分      | 78分 |
| MF                   | 20 | カラム・ハドソン＝オドイ     |           | 78分 |
| FW                   | 9  | タミー・アブラハム           |           | 78分 |
| FW                   | 11 | ペドロ・ロドリゲス           |           | 49分 |
| 監督                 |    |                              |           |      |
| フランク・ランパード |    |                              |           |      |

| FAカップ 2019-2020 優勝    |
| -------------------------- |
| アーセナル 3大会ぶり14回目 |